# John Thomas Mickel
John Thomas Mickel, född 1934, 
död 15 november 2024 i Westchester County, New York, var en amerikansk botaniker specialiserad på ormbunksväxter som var verksam vid New York Botanical Garden.
Auktorsnamnet Mickel kan användas för John Thomas Mickel i samband med ett vetenskapligt namn inom botaniken; se Wikipediaartiklar som länkar till auktorsnamnet.